# Ligne de Gray à Fraisans
La ligne Gray à Fraisans est une ancienne voie ferrée française à écartement standard et à voie unique non électrifiée qui reliait Gray dans le département de la Haute-Saône  à Fraisans dans le département du Jura.
Elle constituait la ligne 853 000 du réseau ferré national.

## Histoire

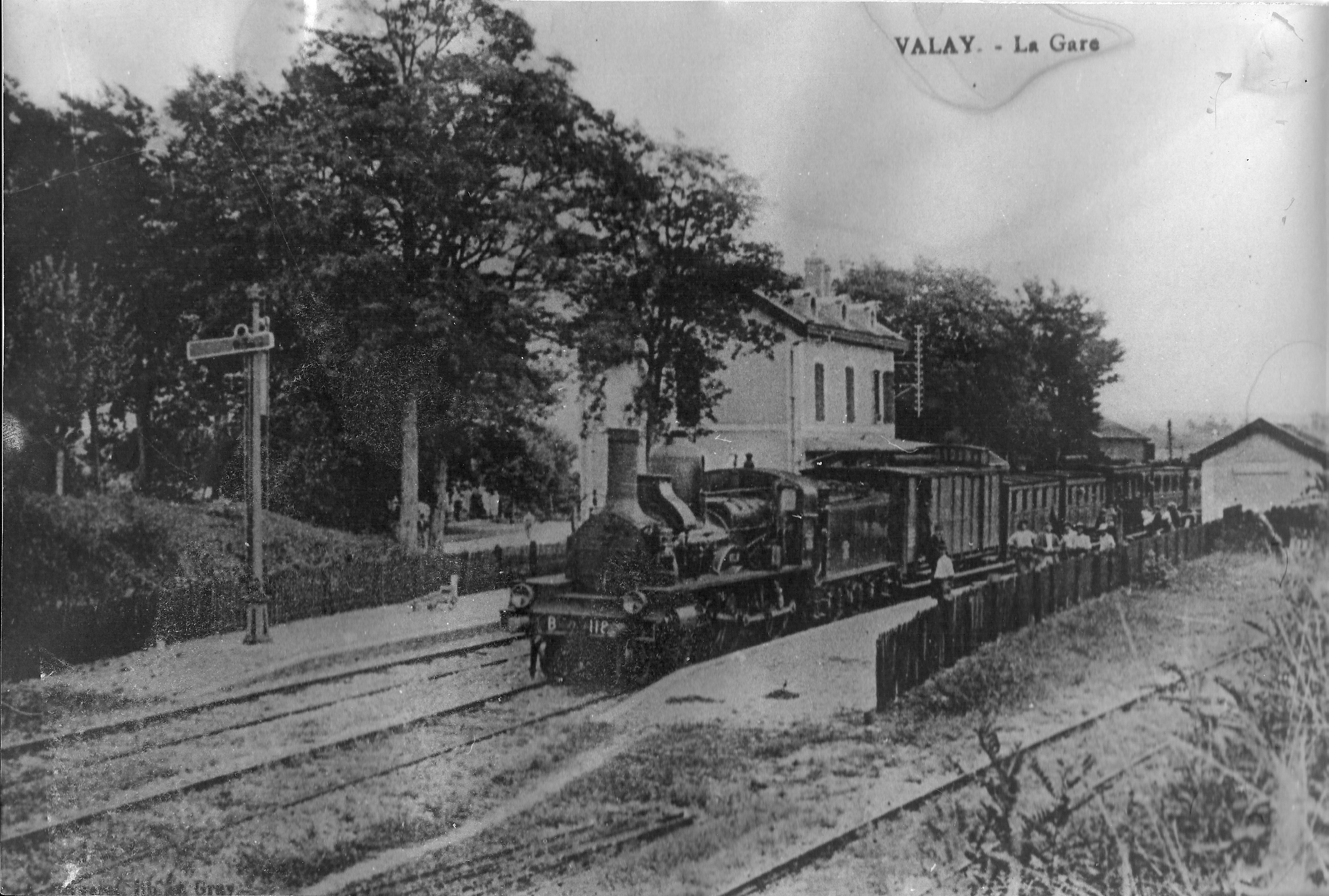
Gare de Valay (Haute-Saône). Un train desservant la gare. Début du XXe siècle

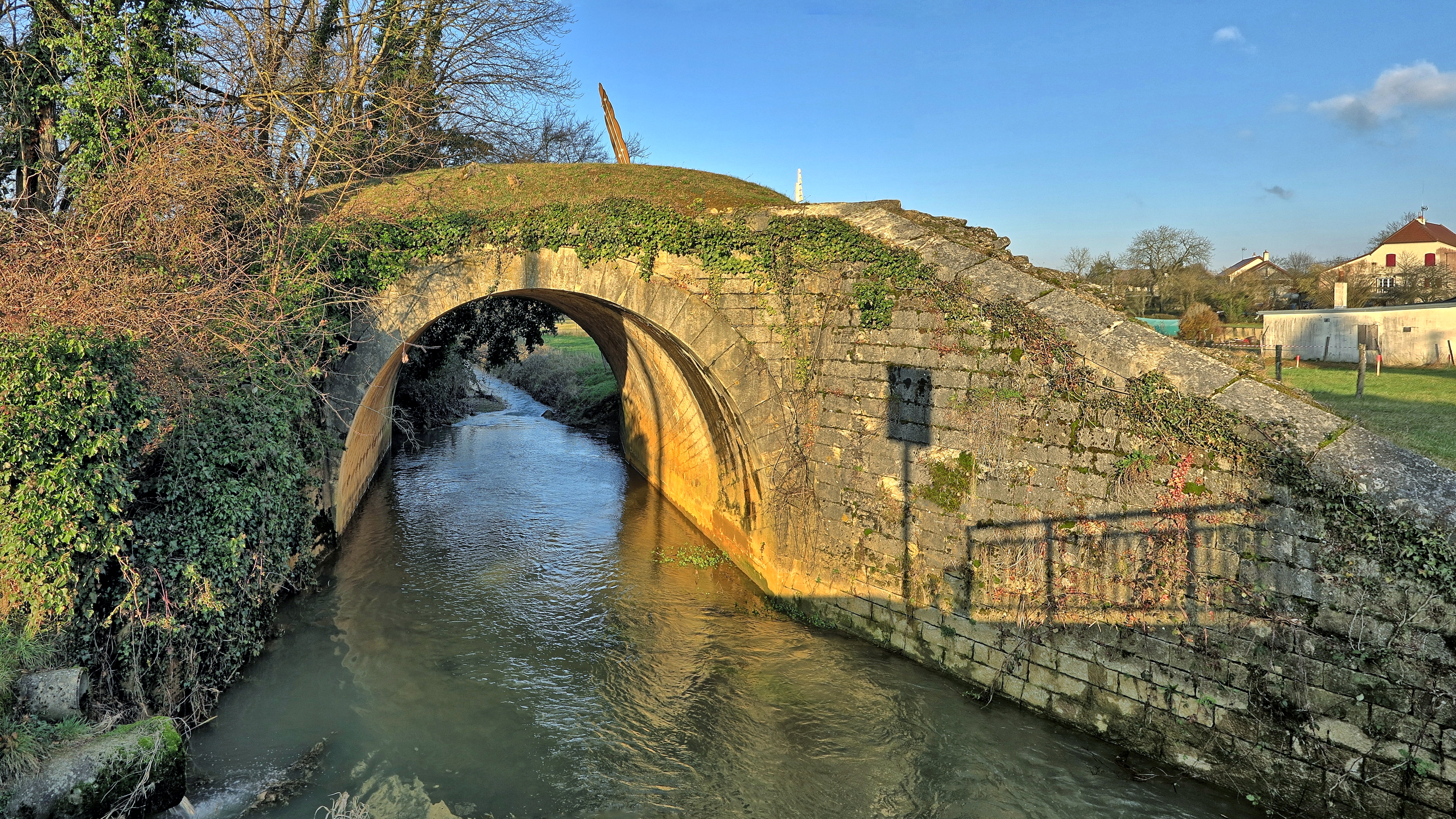
L'ancien pont de la ligne sur le ruisseau de la Vèze à Ougney.

Une ligne de chemin de fer « des mines d'Ougney au chemin de fer de Dijon à Besançon et au canal du Rhône au Rhin » est concédée à la société des hauts-fourneaux, fonderies et forges de la Franche-Comté par une convention signé entre le ministre des Travaux Publics et la compagnie le 13 juillet 1855. Cette convention est approuvée par décret impérial le 14 juillet suivant.
Une convention signée le 4 juillet 1860 entre le ministre des Travaux publics et la Compagnie des chemins de fer de Paris à Lyon et à la Méditerranée concède à cette dernière une ligne « de Gray à Besançon, avec embranchement sur Ougney et prolongement de Rans à Fraisans ». Cette convention approuve aussi le traité signé le 28 juin 1860 entre la société des hauts-fourneaux, fonderies et forges de la Franche-Comté et la Compagnie des chemins de fer de Paris à Lyon et à la Méditerranée pour le rachat de la section de ligne entre Ougney et Rans. Elle est approuvée par une loi le 1er août suivant.
Un décret impérial du 1er février 1862 déclare d'utilité publique la ligne « de Gray à Besançon, avec embranchement sur Ougney et prolongement de Rans à Fraisans ».
De Gray à Fraisans, le train desservait les gares de Champvans-les-Gray, Vadans-Lieucourt, Valay, Montagney, Ougney, Gendrey, La Barre, (jonction sur la Ligne de Dole-Ville à Belfort à  La barre), Rans et Fraisans. La gare de Montagney était gare de bifurcation vers Miserey et Besançon-Viotte. Elle assurait la desserte des gares intermédiaires de Chenevrey, Marnay, Emagny) et La barre. La section de ligne de Montagney à Fraisans avait été construite pour relier les forges de Fraisans aux  mines de fer d'Ougney.

### Dates d'ouverture
- Gray - Ougney : 1er janvier 1866.
- Ougney - La Barre : 1er octobre 1859.
- La Barre - Rans : 23 janvier 1863.
- Rans - Fraisans : 15 avril 1864.

### Dates de fermetures au service des voyageurs
- Montagney - La Barre : 1er juillet 1932 .
- Gray - Montagney : 20 mai 1940.

### Dates de fermetures au trafic des marchandises
- Gray - Champvans-les-Gray : 20 mai 1940 (à la suite de la destruction du pont sur la Saône en juin 1940.
- Champvans-les-Gray - Montagney : 1er avril 1957.
- Montagney - Ougney : 20 mai 1940.
- Ougney - La Barre : 15 juillet 1952.
- La Barre - Fraisans : 31 mai 1959.

### Dates de déclassement
- Gray à Valay (PK 0,746 à 14,897) : 12 novembre 1954[4].
- Valay à Montagney (PK 14,897 à 21,228) : 13 février 1964[5].
- La Barre (bifurcation) à Fraisans (PK 37,150 à 43,029) : 13 février 1964[5].